# 彭卓棋
彭卓棋（英語：Michael Pang Cheuk-kei，1994年6月20日—），前南區區議會赤柱及石澳選區議員，也是一名年輕創業家。

## 生平
彭卓棋生於香港。 他在2012年首屆香港中學文憑考試考獲34分（其中3科5**），同年入讀香港大學社會科學系，主修政治及公共行政學系，副修歷史。2015年成立個人公司，開始創業之路，業務範圍包括市場推廣、網絡行銷等，2016年創立香港青年創業聯盟，支援青年人創業。

他的弟弟彭家浩亦是港島區區議員（中西區區議會西環選區議員）。

## 從政
彭卓棋自14歲開始投身社會運動，2009年受黃毓民影響加入社民連，曾參與香港高鐵爭議示威及五區公投，2011年跟隨黃毓民退出社民連，同年成為普羅政治學苑第一屆畢業生。2012年，他為第一屆香港中學文憑考試考生，入讀香港大學，後成為黃毓民立法會議員助理，負責政策研究，也曾協助處理司法覆核案件。同年，他參與反國教科活動。

### 港大學生會選舉
2014年，他亦有參與雨傘運動，同年，他參與香港大學學生會選舉，並曾在諮詢大會中拍檯離場亦有走出座位指罵台下同學，最終因受到葉璐珊事件影響而落選，其候選內閣成員葉璐珊因擁有共青團身份，所以令人質疑其候選內閣Smarties之政治立場。其後，彭卓棋發表聲明：「於組閣期間，時間有限，只能透過友好介紹人入閣，在校園電視報出『紅底』參選人的一天前，本人並不知道葉璐珊的背景，能組莊出選已經是難能可貴。及後葉璐珊遭各界質疑她的背景，本人要求內閣必須誠實面對一切指控，葉璐珊一直將她所知、所見與所聞毫無保留向各位分享，儘管本人知道她的做法對這個內閣選情極為不利。」彭卓棋其後也在蘋果日報澄清相關指控。

### TF GYM 事件
2018年，旺角健體健身中心TF GYM在1月突然停業，身為會員之一的彭卓棋發起「TF苦主聯盟」，聯合超過400名苦主，要求健身中心賠償及退還儲物櫃的個人物品。發起人彭卓棋期望，健身中心負責人解釋事件，並促請警方徹查事件。 彭卓棋批評，健身中心在停業前大力促銷招收新會員，聯盟已將資料交予警方調查。其後在1月21日，彭卓棋亦舉行了記者招待會交代進展。

### 區議會選舉獲勝
2019年，他加入南區民生關注組成為赤柱及石澳社區幹事。直至年中，香港反對逃犯條例修訂草案運動浪潮持續，使他再次喚起對政治、社會及民生議題的關注，積極參與社會運動，並參選赤柱及石澳區議會選舉，獲民主派推薦硬撼建制派。最終彭以2680票擊敗得票2592票的陳李佩英，成功當選。
| 政党   | 政党             | 候选人      | 票数  | %     | ±      |
| ------ | ---------------- | ----------- | ----- | ----- | ------ |
|        | 香港島各界聯合會 | 1. 陳李佩英 | 2,592 | 48.22 | -13.01 |
|        | 獨立民主派       | 2. 彭卓棋   | 2,680 | 49.86 | 不適用 |
|        | 獨立             | 3. 陳順意   | 103   | 1.92  | 不適用 |
| 多数票 | 多数票           | 多数票      | 88    | 1.64  | 不適用 |

### 大眾書局結業
2020年3月，大眾書局突然結業，彭卓棋聯同李傲然、巫堃泰等一眾區議員，協助跟進大眾書店結業問題，幫助有需要的員工過渡。

### 街站質詢袁彌昌
2020年6月11日，彭卓棋於其專頁上載影片，片中彭要求「希望聯盟」的袁彌昌簽署支持反國安法，惟袁彌昌拒絕簽署，並稱對國安法的態度是「無奈接受」。袁彌昌反指因年青人的衝動而觸動中央神經，以致國安法的出現，並稱「有良知就咩都做得？」、「香港人要返工、食飯、供樓」。彭卓棋則指袁彌昌的「希望聯盟」帶來的是假希望，指袁的說法與建制派同出一轍，香港現已沒有中間路線，他只是以一個假的立場去欺騙香港人。

### 六一二銅鑼灣被捕
2020年6月12日，彭卓棋於銅鑼灣Sogo外負責看守由民間集會團隊所發起的街站，至晚上九時半左右，警方突然向前推進，數名防暴警員撲向彭卓棋並對其進行拘捕；彭卓棋於6月13日「踢保」並由劉穎匡陪同下會見傳媒，彭卓棋指自己頸部受傷，強烈譴責警方的濫捕，並指會作出追究。

### 跟進石澳情人橋（藍橋）修復工程
2018年「颱風山竹」襲港，情人橋倒塌後一直未有動工。彭卓棋指，他上任後收到許多居民查詢「情人橋」修復情況，並已書面提問政府的有關重建時間表，惟一直未獲回覆。彭卓棋指出，「情人橋」不僅是知名的旅遊景點，亦是連接石澳後灘及大頭洲燒烤區的橋樑，「情人橋」倒塌後令居民缺乏安全的道路進出，僅能行走比較危險的路段。
2020年3月，政府終於就石澳藍橋擬議修復工程刊憲。工程期間，彭卓棋多次與政府部門及村代表實地視察修復進度，亦於2020年9月展開公眾咨詢，收集居民和市民對修復工程的意見。2021年1月，藍橋的重置工程已接近完成，彭卓棋接受媒體訪問時指，不少遊人跨越工地並前往藍橋，認為舉動有危險性，因為工地內有不少廢料及工程用品，而且已封閉的行人路扶手亦較鋒利，他認為康文署應於入口處列明工程仍未完成的告示，並呼籲市民在工程正式完工前不要內進。
2021年4月，石澳情人橋正式重開。

### 跟進石澳巴士總站保育工作
2020年2月，二級歷史建築石澳巴士總站日久失修，出現石屎剝落問題，彭卓棋去信新世界第一巴士，要求修葺石屎剝落問題，新巴亦因此在2020年3月完成修葺。直至2021年1月，「SHEK O BUS TERMINUS」石屎招牌英文字母飛脫，彭亦與新巴即時處理。2021年1月至5月，彭同時多次去信古物古蹟辦事處，詢問有關長遠保育復修事宜，惟一直未有得到回覆。2021年5月6日南區區議會會議，彭提出在會議上討論有關長遠保育復修議題，後續工作仍有待進行。
彭卓棋透露，陽台外牆石屎字的「N」字於1月曾斷裂脫落，幸及時發現修補，未釀意外，惜「E」字已不能尋回。他又關注屋頂上兩隻鐵鈎，若遇強風可能會掉落傷及途人，他說石澳是靠海村落，巴士總站位置正是「食風位」，擔心颱風會加劇建築物的損害。彭卓棋認為，新巴現只使用巴士總站地下休息室，上層包括陽台等空間閒置不用等同浪費，建議部門研究能否加入展覽元素，例如開放上層讓公眾參觀、加設展示牌講解建築物歷史，亦促請當局及時保育活化，使古蹟恢復歷史原貌。
2022年4月，二級歷史建築石澳巴士總站已完成翻新。

### 動議政府就赤柱古道開展評級工作
2021年2月，彭卓棋和南區區議會副主席司馬文收到居民提供的資訊，找到了一段建於1847至1848年的赤柱古道，是當時用作連接香港仔與赤柱的馬道，其中包括兩座石橋及兩條石製引水道，距今已超過 170 年歷史，狀況完好。彭卓棋和司馬文提出在2021年3月11日在南區區議會大會上討論有關議題，希望當局能將赤柱古道評定為文物古蹟，並修復赤柱古道及 其附近的小徑以供行人使用。
2021年3月11日南區區議會大會，彭卓棋提出臨時動議「南區區議會促請政府確認，當局將盡快就薄扶林輸水管、赤柱古道及筲箕灣古道展開評級工作，確保南區區內的歷史建築得到適切保育。」，動議在無人反對或棄權的情況下，獲得通過。

### 跟進赤柱郵局交通意外善後措施
2021年5月5日傍晚，一輛城巴與電單車相撞後撞向二級歷史建築赤柱郵政局。彭卓棋和團隊即時到達現場了解，電單車司機受傷，沒有其他傷者；郵局天花及木製桁樑等遭到損壞。5月6日早上，當區區議員彭卓棋到達郵局了解損毀情況，彭卓棋說，稍後會與古蹟辦、工程部了解日後的復修過程，據他所知，郵局職員正在了解郵局的損毀程度，並等候古蹟辦人員提出修葺建議。他又指，平時郵局會派發檢測樣本樽，但因為今日未能提供服務，有市民反映有不便，他已向相關部門反映意見，亦會了解郵局會如何安排，他說，郵局籲市民前往淺水灣拎樣本樽，不過，他希望郵局可以盡快恢復派樣本樽的服務，或者安排其他地方，例如政府大廈民政署，提供深喉（唾液）檢測樣本樽服務。彭亦於同日南區區議會會議上跟進有關安排，包括爭取盡早恢復派發「2019冠狀病毒病測試樣本包」。5月7日，香港郵政安排流動郵車停泊於郵政局旁繼續提供郵政服務，包括如常派發2019冠狀病毒病測試樣本瓶。赤柱郵政局屬二級歷史建築，建築署會就該郵政局的維修工程徵詢古物古蹟辦事處的專業意見。
2021年12月26日，發展局指修復工作花費約5個月時間後，赤柱郵局維修工作已在2021年10月中完成；當中的舊有建築特色全數得以保留，包括鑄鐵郵箱、人手操作郵票售賣機及原裝窗花等。

### 被取消議員資格
2021年9月15日，彭卓棋被香港政府根據《基本法》第104條的解釋所訂下的原則及相關的法律規定，宣布其宣誓為無效宣誓而失去議員資格，結束一年餘的區議員任期。彭卓棋及後擔任基本法學生中心會長。

## 公職(－2021)
- 南區區議會議員
- 經濟、發展及規劃事務委員會副主席
- 社區參與事務委員會委員
- 環境、衞生及健康事務委員會委員
- 財務及審核委員會委員
- 康體及地區設施委員會委員
- 交通及運輸事務委員會委員
- 南區平等機會工作小組成員
- 環保及衞生工作小組成員
- 南區復康活動及長者友善社區工作小組成員
- 地區小型工程工作小組成員
- 動物友善工作小組成員

## 資料來源
1. ↑  中文科、中國歷史科、通識教育科
2. ↑  陳嘉裕. . 蘋果日報. 2019-12-08  [2019-12-30]. （原始内容存档于2019-12-08）.
3. ↑  . 花生時報. 2015-02-05  [2019-12-30]. （原始内容存档于2019-11-09）.
4. ↑  . 明報加東網. 2015-01-11  [2019-12-30]. （原始内容存档于2019-10-09）.
5. ↑  . 學苑. 2015-02-06  [2020-06-24]. （原始内容存档于2020-06-28） （中文（香港））.
6. ↑  . 蘋果日報. 2019-08-09  [2019-12-30]. （原始内容存档于2019-10-09）.
7. ↑  . 明報. 2018-01-21  [2020-04-01]. （原始内容存档于2020-04-01）.
8. ↑  . 香港特別行政區政府新聞公報. 2019-11-25  [2021-05-28]. （原始内容存档于2020-04-29）.
9. ↑  .   [2020-04-01]. （原始内容存档于2020-09-09）.
10. ↑  . 香港電台. 2020-03-19  [2020-04-01]. （原始内容存档于2020-04-01）.
11. ↑  . 明報. 2020-06-12  [2020-04-01]. （原始内容存档于2020-10-31）.
12. ↑  . 獨立媒體. 2020-06-13  [2020-04-01]. （原始内容存档于2020-10-05）.
13. ↑  . 立場新聞. 2020-06-13  [2020-06-17]. （原始内容存档于2020-09-01）.
14. ↑  . 香港01. 2020-02-14  [2021-05-28]. （原始内容存档于2020-06-04）.
15. ↑  . 香港特別行政區政府新聞公報. 2020-03-13  [2020-06-17]. （原始内容存档于2021-02-08）.
16. ↑  . 香港01. 2021-01-30  [2020-06-17]. （原始内容存档于2021-03-12）.
17. ↑  .   [2022-11-02]. （原始内容存档于2022-02-16）.
18. ↑  . 眾新聞.   [2022-11-02]. （原始内容存档于2022-12-01） （中文）.
19. ↑  南區區議會(2020-2023)第九次會議議程[]
20. ↑  . 明報. 2021-06-14  [2021-06-15]. （原始内容存档于2021-06-16）.
21. ↑  . 明報. 2021-06-14  [2021-06-15]. （原始内容存档于2021-06-16）.
22. ↑  [二級歷史建築石澳巴士總站早前已完成翻新  原文網址: 石澳好去處｜石澳巴士總站翻新重開！二級歷史古蹟擬改建成咖啡店 | 香港01 https://www.hk01.com/article/766416?utm_source=01articlecopy&utm_medium=referral
23. ↑  南區區議會討論文件5/2021附件二
24. ↑  南區區議會（2020-2023）第八次會議記錄
25. ↑  .   [2021-05-14]. （原始内容存档于2021-05-14）.
26. ↑  .   [2021-05-14]. （原始内容存档于2021-05-14）.
27. ↑  最古老及仍然運作的郵局  https://www.devb.gov.hk/tc/home/my_blog/index_id_475.html?s=20170702&e=20220626&y=2021&p=1 （页面存档备份，存于）
28. ↑  . 明報. 2021-09-15  [2021-09-15]. （原始内容存档于2021-09-15）.
29. ↑  . hk01.com. 2021-09-24  [2021-10-31]. （原始内容存档于2021-11-04）.
30. ↑  . 明報. 2023-01-28  [2023-01-28]. （原始内容存档于2023-03-15）.

## 外部連結
- 彭卓棋的Facebook專頁

| 議會席位        | 議會席位                                                    | 議會席位 |
| --------------- | ----------------------------------------------------------- | -------- |
| 前任： 陳李佩英 | 南區區議會 赤柱及石澳選區區議員 2020年1月1日－2021年9月14日 | 空缺     |